# Intoxicația acută cu ciuperci otrăvitoare
Intoxicațiile cu ciuperci pot fi mortale, dar uneori, ciupercile necomestibile produc numai intoxicații ale sistemului nervos sau intoxicații gastrointestinale.
Toxicitatea ciupercilor se datorează conținutului lor în diferiți alcaloizi care provoacă numeroase sindroame clinice.
Din punct de vedere al practicii clinice, intoxicațiile acute cu ciuperci sunt împărțite în intoxicații cu perioadă scurtă de incubație și intoxicații cu perioadă lungă de incubație, iar în cadrul fiecărei grupe se deosebesc mai multe sindroame.

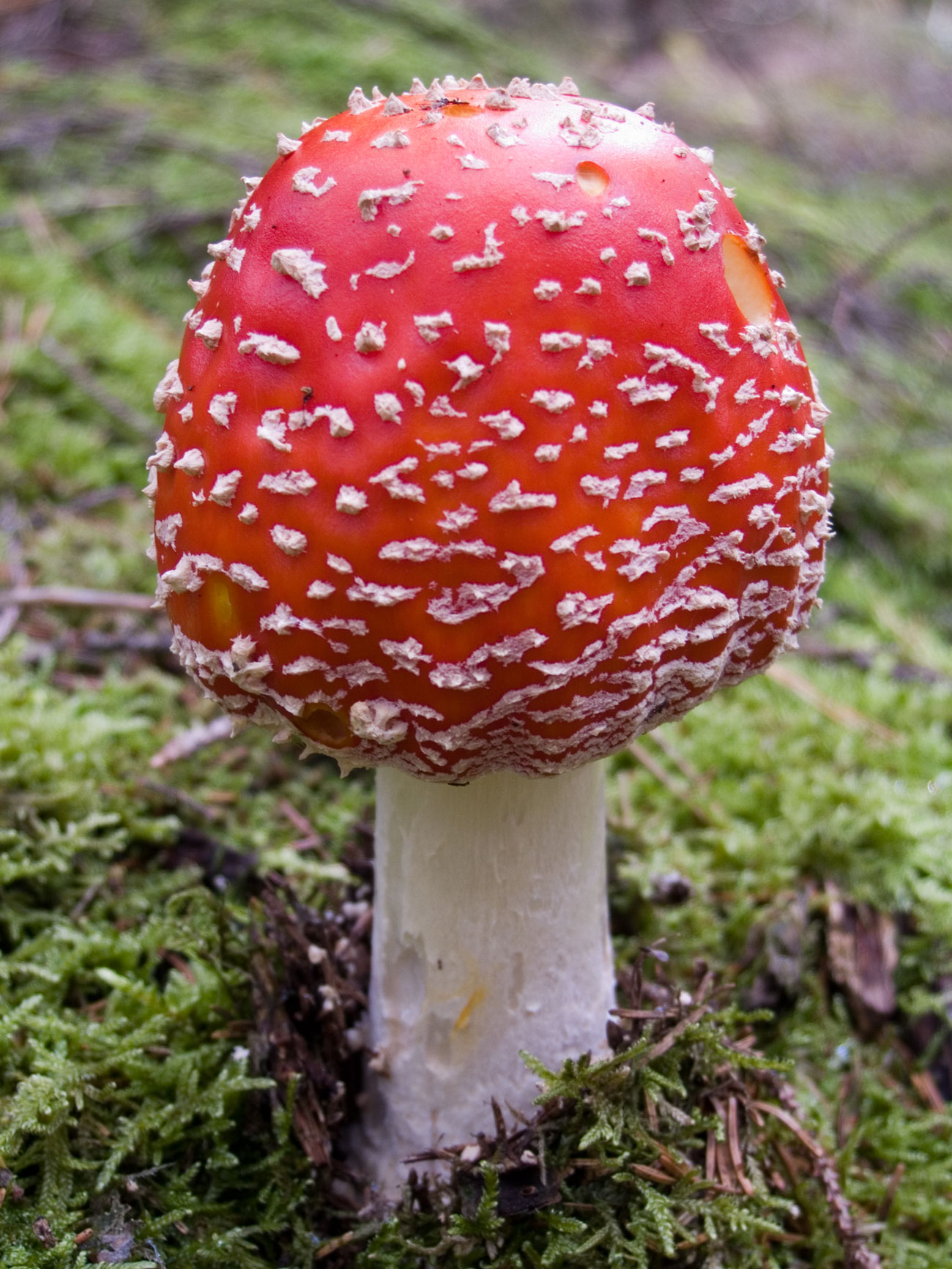
Amanita muscaria

## Intoxicații cu perioadă scurtă de incubație
Aici categoriile de intoxcații:

### Sindromul colinergic (sudoral)
Sindromul colinergic este produs de numeroase specii ale genului Inocybe, ( I. brunnea, I. fastigiata. mai ales I. patouillardii) și unele specii de Clitocybe, (C. dealbata, C. candicans, C. cerusata, C. phyllophyla), C. rivulosa Mycena, (M. pura, M. rosea).
Aceste specii conțin muscarină, un alcaloid care excită receptorii colinergici cu afinitate pentru muscarină, blocați de atropină. Se manifestă, (după câteva minute până la 3 ore de la ingestie), prin grețuri, vărsături, catar oculo-nazal, contracții ale pupilei, dereglarea văzului, tulburări respiratorii, încărcare bronșică, salivație, diaree, tremurături intense, transpirație abundentă, și încetinirea pulsului. Ca tratament se administrează sulfat de atropină, (în doze de 0,5 mg la 4 ore, sau 1 mg în cazuri severe), până la dispariția tulburărilor, (de regulă 12 - 24 ore). În cazul ingerării ciupercilor în cantități mari, se fac spălături gastrice cu cărbune activat, iar pierderile de lichide se vor înlocui prin perfuzie de ser fiziologic.

### Sindromul atropinic

#### Sindromul muscarian
Consumul de Amanita muscaria provoacă intoxicații ale sistemului nervos. În acest caz, simptomele otrăvirii apar brusc, la 1 până la 3 ore după ingestie. Se constată tulburări gastrointestinale, care duc la evacuarea rapidă a unei parți din ciupercile ingerate, dar în general acestea sunt urmate de tulburări nervoase, delir (delir muscarian), vesel sau furios, halucinații. Intoxicațiile cu această ciupercă nu sunt mortale.
Substanțele toxice din această ciupercă sunt: muscarina, muscaridina, micoatropina și micotoxina.

#### Sindromul panterian
Sindromul provocat de Amanita pantherina, Amanita regalis și alte soiuri ale genului este asemănător cu cel descris la Amanita muscaria, dar mai grav, deoarece se pot constata și cazuri mortale. În afară de această specie, intoxicații cu același simptom produc și alte specii de Amanita care nu au pigment rosu.

### Sindromul narcotidian
Sindromul narcotidian este dat de consumul speciilor de Panaeolus. Simptomul caracteristic este un efect narcotic, beție, tremurături și o amnezie momentană. În anumite doze produce efecte halucinante.

### Sindromul halucinogen
Consumul unor ciuperci din genurile Psilocybe și Conocybe au efecte halucinogene similare cu LSD-ul, cu deformări ale senzațiilor spațio-temporale ale subiecților (viziuni de puncte strălucitoare și colorate sau linii mișcătoare). Simptomele frecvente sunt cauzate de toxinele psilocibina și psilocina, manifestate prin: hipotensiune, transpirație abundentă, stări depresive, halucinații vizuale și auditive. Sindromul apare și durează doar câteva ore. Cei care consumă frecvent asemenea ciuperci, mai ales în populațiile primitive, cu ocazia unor ritualuri, pot sfârși prin sinucideri în masă.
Tratament: Se pot provoca vărsături (spălătură gastrică nu este recomandată pentru că  fragmentele de ciuperci o fac ineficientă), administrarea unui purgativ salin în combinație cu combaterea agitației, eventual alinarea convulsiilor cu sedative, reechilibrarea hidroelectrolitică precum, la nevoie, administrarea de perfuzii glucozate pentru protecția celulei hepatice, mai departe tratarea insuficienței renale sau/și circulatorii acute. Atropina este antidotul fiziologic (1-2 mg la 30 - 50 de minute i. m. pana dispar fenomenele colinergice). Serul antifaloidian produs de Institutul Pasteur din Paris are o acțiune contestată (se administrează 50 - 70 ml la 12 ore i. m. sau s. c). Dar nu se aplică atropina când predomina sindromul atropinic.

### Sindromul coprinian
Este provocat de Coprinus antramentarius. Ciuperca devine mai periculoasa atunci când se consumă și alcool (imediat sau în zilele ulterioare).
Simptome: cu hipertensiune intracraniană, senzație de căldură, vasodilatație, puls scăzut, respirație greoaie, grețuri, transpirație, vărsături.
Se recomandă administrarea de întăritoare și calmante; perfuzie cu glucoză.

### Sindromul resinoidian
Este provocat de numeroase specii de ciuperci toxice. Cele mai cunoscute specii sunt: Agaricus xanthodermus, Boletus satanas, Entoloma lividum, hebeloma crustiliniforme, Hypholoma fasciculare, Lactarius scrobiculatus, Lactarius torminosus, Omphalotus olearius, Ramaria formosa, Russula emetica, Tricholoma tigrinum. 
Toxinele conținute de acestea sunt compuși chimici instabili și produc iritații ale mucoasei aparatului digestiv. Efectul produs de ele este asemănător cu cel provocat de unele purgative puternice. Perioada de incubație poate fi scurtă (de la 30 min. la o oră) sau lungă (3-8 ore). 
Simptome : grețuri, vărsături, dureri abdominale, diaree, asociate uneori cu stări de depresie psihică și tulburări ale funcțiilor cardiace. Se produc uneori însemnate pierderi de apă și electroliți.
Tratament : spălături gastrice urmate de purgativ salin (atunci când nu sunt prezente vărsături sau scaune diareice numeroase); în cazul în care pacientul și-a golit stomacul însa mai prezintă senzația de vomă, spasme fiind prezente, se poate administra un antivomitiv, antidiareice și antispastice. Înlocuirea pierderilor de apă și electroliți se face prin perfuzare cu ser fiziologic sau ser glucozat 5%.

### Intoxicații gastrointestinale
Aceste intoxicații violente, dar trecătoare, pot fi cauzate de exemplu prin următoarele macromicete: Agaricus xanthodermus,Collybia fusipes, Entoloma sinuatum, Entoloma vernum, Hebeloma crustuliniforme, Omphalotus olearius,  Rubroboletus satanas, Tricholoma tigrinum,  și altele. Clavaria formosa are acțiune purgativă foarte violentă. Diferite specii de genul Lactarius și Russula iuți, pot de asemenea să provoace tulburări gastrointestinale.

## Intoxicații cu perioadă lungă de incubație

### Sindromul helvelian (giromitrian)
Ingerarea unor ciuperci ca Gyromitra esculenta, numite popular zbârciogul gras sau ciuciulete, cauzează intoxicații severe cu efecte hemolitice. Toxina giromitrina induce tulburări renale, manifestate prin creșterea semnificativă a hemoglobinei în urină, alături de declanșarea unui icter, vomă, diaree, somnolență și tetanie musculară. Intoxicația este dată de monometil-hidrazină, rezultată prin descompunerea giromitrinei.

### Sindromul helvetian
(Helvella, Morchella consumate crude), intoxicații ale căilor respiratorii, cauzată de inhalarea bruscă a sporilor de la unele Gasteromycete etc.

### Sindromul orelanian
(cauzat de exemplu de Cortinarius orellanus sau Cortinarius rubellus)
Este produs de orelanină, orelini, orelininace derivă din foto-descompunerea orelaninei.
Genul de ciuperci este Cortinarius.
Clinic produce inițial tulburări gastrointestinale, apoi nefrita tubulo-interstițială, insuficiență renală.
Tratamentul constă în hemodializă.

### Sindromul faloidian

Amanitină

Consumarea de Amanita phalloides, Amanita verna și Amanita virosa, provoacă 90% din otrăvirile mortale cu ciuperci. Micotoxina principală din aceste ciuperci este amatoxina. Efectele otrăvirii apar după 8-12 ore după ingestie și încep prin dureri stomacale, frisoane, vomă și diaree. Se constată și tulburări nervoase, care alternează cu perioade de acalmie. Apoi apar sincope, răcirea extremităților corpului, slăbirea pulsului. Moartea survine după 24 ore sau 5-6 zile, în funcție de cantitatea de ciuperci consumate și de rezistența individului. În cazuri mai puțin grave, bolnavul se restabilește treptat, dar păstrează mult timp simptomele de boală, uneori toată viața.
Toxicitatea acestor ciuperci se datorează mai multor compuși toxici, printre care falina sau amanita-hemolizina (substanță hemolitică), amanitina și faloidina.
Acestea sunt principalele tipuri de intoxicații provocate de ciuperci, menționate în literatura de specialitate.